# Cyclops furcifer
Cyclops furcifer – gatunek widłonoga z rodziny Cyclopidae. Nazwa naukowa gatunku została po raz pierwszy opublikowana w 1857 roku przez niemieckiego zoologa Carla Clausa.